# Даніло Медіна
Даніло Медіна Санчес (ісп. Danilo Medina Sánchez; нар. 10 листопада 1951) — домініканський політик, президент країни 16 серпня 2012 — 16 серпня 2020. Також обіймав посаду спікера Національного конгресу у 1994–1995 роках.

## Життєпис
Закінчив Технологічний інститут Санто-Домінго. Вступив до лав Партії визволення невдовзі після її заснування Хуаном Бошем. З 1983 року — член ЦК партії, з 1986 — депутат Конгресу. У 1996–1999 роках очолював адміністрацію президента. З 2004 до 2006 року знову був головою адміністрації глави держави.
2012 року став єдиним кандидатом від своєї партії, оскільки чинний президент Леонель Фернандес Рейна не міг балотуватись утретє поспіль. На виборах 20 травня Медіна переміг, здобувши 52,3 % голосів проти 45,9 % у Іполіто Мехіа. Обійняв посаду 16 серпня 2012 року.